# 1060er
Portal Geschichte | Portal Biografien | Aktuelle Ereignisse | Jahreskalender | Tagesartikel

◄ |
10. Jh. |
11. Jahrhundert
| 12. Jh. | ►

◄ |
1030er |
1040er |
1050er |
1060er
| 1070er | 1080er | 1090er | ►

1060 |
1061 |
1062 |
1063 |
1064 |
1065 |
1066 |
1067 |
1068 |
1069

## Ereignisse
- Feldzug von Barbastro – Prototyp der Kreuzzüge: 1063 ruft Papst Alexander II. zu einem Feldzug zur Eroberung der spanischen Festungsstadt Barbastro von den Mauren auf. Ein internationales christliches Heer aus Franzosen, Burgundern, italienischen Normannen, Katalanen und Aragonesen vereint sich im Frühjahr 1064 in Girona, zieht nach Barbastro und erobert die Stadt nach kurzer Belagerung. Die Stadt wird geplündert, die Einwohner massakriert, die Herrschaft über Barbastro wird an Graf Armengol III. von Urgell übergeben, das Hauptheer kehrt mit reicher Beute in die Heimat zurück. Im Frühjahr 1065 erobern die Mauren die Stadt zurück.
- 1066: Schlacht bei Hastings, Eroberung Englands (bis 1071) durch Herzog William von der Normandie, dabei Niederlage und Tod des letzten angelsächsischen Königs Harold II.